# Кеннонсбург (Кентуккі)
Кеннонсбург (англ. Cannonsburg) — переписна місцевість (CDP) в США, в окрузі Бойд штату Кентуккі. Населення — 862 особи (2020).

## Географія
Кеннонсбург розташований за координатами 38°22′51″ пн. ш. 82°41′47″ зх. д. / 38.38083° пн. ш. 82.69639° зх. д. (38.380841, -82.696428).  За даними Бюро перепису населення США в 2010 році переписна місцевість мала площу 4,52 км², з яких 4,52 км² — суходіл та 0,00 км² — водойми.

## Демографія
Згідно з переписом 2010 року, у переписній місцевості мешкало 856 осіб у 358 домогосподарствах у складі 247 родин. Густота населення становила 189 осіб/км².  Було 392 помешкання (87/км²).
Расовий склад населення:
| - 98,1 % — білих - 0,4 % — корінних американців - 0,4 % — чорних або афроамериканців - 0,1 % — вихідців з тихоокеанських островів - 0,1 % — азіатів |

До двох чи більше рас належало 0,7 %. Частка іспаномовних становила 1,1 % від усіх жителів.
За віковим діапазоном населення розподілялося таким чином: 22,2 % — особи молодші 18 років, 61,9 % — особи у віці 18—64 років, 15,9 % — особи у віці 65 років та старші. Медіана віку мешканця становила 39,6 року. На 100 осіб жіночої статі у переписній місцевості припадало 96,8 чоловіків;  на 100 жінок у віці від 18 років та старших — 94,2 чоловіків також старших 18 років.
За межею бідності перебувало 26,3 % осіб, у тому числі 0,0 % дітей у віці до 18 років та 30,6 % осіб у віці 65 років та старших.
Цивільне працевлаштоване населення становило 357 осіб. Основні галузі зайнятості: мистецтво, розваги та відпочинок — 36,4 %, науковці, спеціалісти, менеджери — 19,0 %, виробництво — 14,0 %, освіта, охорона здоров'я та соціальна допомога — 10,9 %.